# Noche de juegos
Noche de juegos fue un programa de concursos y entretenimiento en horario estelar chileno emitido por Televisión Nacional de Chile desde el 8 de noviembre de 2001 hasta mediados de 2005, dirigido por Eduardo Domínguez y conducido por Rafael Araneda.
Con un formato similar y reformado del programa Corazón Partío, consistía en una noche de conversación y entretención donde 6 famosos (3 hombres y 3 mujeres) se enfrentaban en diversos juegos donde un jurado asignaban puntos a cada equipo; en su primera temporada, estos puntos en dinero se traducían en desayunos para niños refugiados en el Hogar de Cristo.  Su primera temporada se estrenó el jueves 8 de noviembre de 2001, logrando ganar en su horario frente a Venga conmigo, que iniciaba su temporada primavera-verano. El programa se consolidó como líder de su horario incluso en su cambio de día a los domingos, en enero de 2002,  donde se destacó la incorporación de Axé Bahía, grupo de baile brasileño que había alcanzado gran popularidad por su participación en Mekano de Mega. La temporada finalizó el 21 de julio de 2002.
Su segunda temporada inicio el 27 de noviembre de 2002  y finalizó en abril de 2003.
No se realizó temporada para el periodo 2003-2004 debido a la carga de trabajo que Araneda y el equipo de Domínguez ya tenían con el exitoso programa juvenil Rojo Fama Contrafama.
Para su tercera temporada, iniciado el 19 de diciembre de 2004, el programa tuvo varias novedades y rostros nuevos como Mey Santamaría, los humoristas Pablo Zamora y Kurt Carrera interpretando a El profesor Salomón y Tutututu, quienes al igual que Santamaría llegaron directamente desde Morandé con compañía. También son parte del elenco estable Stefan Kramer, quien, programa a programa, realiza imitaciones a personajes conocidos de la televisión chilena. Otro miembro estable del personal es Roberto Artiagoitía, más conocido como "El Rumpy", quien liderará uno de los juegos que consiste en contar una de las historias amorosas que diariamente escucha en su programa El Club del Cangrejo para que los participantes adivinen el final. En tanto la bailarina de, en ese entonces, Rojo Fama Contrafama, Yamna Lobos, presenta una sección de cámaras indiscretas llamada "El departamento de Yamna".

## Reparto
- Rafael Araneda - Animador
- Yamna Lobos - Presentadora de televisión y bailarina
- Pablo Zamora y Kurt Carrera - Humoristas
- Stefan Kramer - Humorista
- Roberto Artiagoitía - Locutor de radio
- Mey Santamaría - Modelo

### Personal de modelos
- María Eugenia Larraín
- Isabel Bawlitza
- Carla Ochoa
- Pilar Jarpa
- Claudia Schmidt
- Vanesa Borghi